# Rotterdam (schip, 1959)
Het SS Rotterdam uit 1959 is het vijfde schip met die naam, in dienst van de Holland-Amerika Lijn (HAL). Het is een stoomschip met oliegestookte stoomketels en stoomturbines.
Het is een van de bekendste naoorlogse Nederlandse passagiersschepen. Het maakte tussen 1959 en eind 2000 het laatste decennium mee van de trans-Atlantische lijnvaart en was daarna een succesvol cruiseschip. Sinds 4 augustus 2008 ligt het schip als drijvende attractie (rondleidingen, hotel-café-restaurant) aan het Derde Katendrechtse Hoofd in de Maashaven in Rotterdam.

## Ontwerp
De Rotterdam was oorspronkelijk ontworpen als 'running mate' voor de populaire Nieuw Amsterdam van 1938, maar de ontwerpwerkzaamheden werden als gevolg van het uitbreken van de Tweede Wereldoorlog stopgezet. Toen de economische omstandigheden zodanig waren verbeterd, dat men begin 1954 opnieuw over de bouw van het schip ging nadenken, was het al duidelijk dat aan de tijd van het trans-Atlantische passagiersschip een eind zou komen. De ontwerpers hadden dat in het achterhoofd, toen ze een zeer vernieuwend schip ontwierpen: een schip met twee klassen, horizontaal gescheiden met verwijderbare wanden en een uniek dubbel trappenhuis dat een eenvoudige ombouw naar één klasse mogelijk maakte.
De machine-installatie werd op driekwart van achteren geplaatst en in plaats van schoorstenen kreeg het schip twee moderne rookkanalen. Om het schip toch een gestroomlijnd profiel te geven werd een groot dekhuis geplaatst boven op de opbouw midscheeps waar normaal de schoorsteen zou staan. Hiermee werd het een voor die tijd controversieel schip, maar dit profiel zou later baanbrekend blijken te zijn en diverse onderdelen van het ontwerp zijn in latere cruiseschepen terug te vinden.

## Bouw
Op 27 oktober 1955 bestelde de Holland-Amerika Lijn het schip bij de Rotterdamsche Droogdok Maatschappij NV (RDM) in Rotterdam. Op 14 december 1956 werd onder bouwnummer 300 de kiel van het schip gelegd. De doop en tewaterlating op 13 september 1958 door koningin Juliana was een enorme publiekstrekker, die door tienduizenden belangstellenden aan beide oevers van de rivier werd bekeken en met camera's vastgelegd. Op 11 juli 1959 vond de eerste proefvaart plaats, van 1 tot en met 6 augustus werden de technische proefvaarten gehouden en op 20 augustus 1959 droeg de werf tijdens de officiële proefvaart, wederom in aanwezigheid van koningin Juliana, het schip aan de HAL over.

## Technische gegevens
De voortstuwing van het schip bestaat uit 4 stoomketels (3 actief, 1 reserve), die stoom leveren aan 3 Parsons stoomturbines: een hogedruk-, een middeldruk- en een lagedrukturbine, alle gebouwd door de Koninklijke Maatschappij De Schelde te Vlissingen, die elk, door middel van dubbele-reductietandwielkasten en asleidingen, zijn gekoppeld aan twee bronzen, driebladige schroeven met vaste spoed, die samen een vermogen leveren van 35.000 pk met 135,5 omwentelingen per minuut. Vanwege deze stoommachines wordt het schip ook wel SS Rotterdam, met SS van stoomschip, genoemd.

## Holland-Amerika Lijn

### Lijnvaart
In de eerste tien jaar zette de HAL de Rotterdam van april tot en met december voornamelijk in op de trans-Atlantische route Rotterdam - New York, buiten het seizoen voerde het schip cruises uit. Zo vertrok het schip op 3 september 1959 vanuit Rotterdam voor zijn maidentrip naar New York. Op deze route werden meestal Le Havre en Southampton aangedaan. Het schip maakte in dit eerste seizoen maar vier overtochten, want op 11 december begon het aan zijn eerste cruise, een 49-daagse reis van 14.878 zeemijlen langs zestien havens in Midden- en Zuid-Amerika, gevolgd door een 75-daagse vier-continenten-cruise. In april 1960 hervatte het weer de trans-Atlantische dienst. Dit patroon zou zich in de daarop volgende jaren herhalen.
In 1961 en in 1962 maakte de Rotterdam van februari tot april een cruise rondom de wereld. De reclame-slogan was 'around the world in eighty days'. De reis was geheel volgeboekt met vooral rijke Amerikanen. De reis ging van New York de Atlantische Oceaan over, de Middellandse Zee en het Suezkanaal door naar India. Vervolgens werden Taiwan, Hongkong en Yokohama aangedaan. Hierna volgde de grote oversteek naar Hawaï, vervolgens ging het via Californië en Mexico via het Panamakanaal weer terug naar New York.
Inmiddels had het vliegverkeer de trans-Atlantische passagierslijnvaart geheel verdrongen. In 1968 kondigde de HAL daarom aan dat het de 'grote drie' in zijn vloot, de Nieuw Amsterdam (II), Statendam (IV) en Rotterdam, min of meer uitsluitend op de cruisevaart zou gaan inzetten en hiervoor zou verbouwen. De Rotterdam keerde op 3 oktober 1968 in Rotterdam terug van zijn laatste trans-Atlantische reis en ging naar de RDM voor de verbouwing.

### Cruisevaart
Na een twee maanden durende verbouwing bij de RDM waarbij het schip werd ingericht om alleen nog als cruiseschip te worden gebruikt, vertrok het op 9 december 1968 weer uit de Maasstad. Er ontstond een min of meer regelmatig patroon van wintercruises in het Caraïbisch gebied en zomerreizen in Alaska. De maanden januari tot en met april waren gereserveerd voor de traditionele wereldcruise, die de Rotterdam al in 1961 van de Statendam had overgenomen. De circa tachtig dagen durende rond-de-wereld-cruise van de HAL werd een begrip en een steeds groter aantal, vooral Amerikaanse passagiers bouwde hierdoor een langdurige, min of meer vaste relatie met het schip op.
Door de vooral op de Amerikaanse markt gerichte cruisevaart en de toenemende efficiency bij de HAL werd de band met Nederland en de thuishaven Rotterdam steeds losser. In de eerste drie jaar na de verbouwing kwam de Rotterdam nog speciaal vanuit Noord-Amerika voor de jaarlijkse dokbeurt naar Rotterdam, waaraan de rederij handig twee trans-Atlantische overtochten koppelde. Maar ook dat kon goedkoper en vanaf 1972 vond het onderhoud bij scheepswerven in Amerika plaats. Daarmee was de relatie met Rotterdam verbroken, en na een laatste dokbeurt in Rotterdam vertrok het schip op 6 oktober 1971 uit zijn thuishaven. Het zou 27 jaar duren voordat het schip, onder een andere naam, de Rotterdamse haven weer zou aandoen.
Ook andere zaken veranderden. Nadat al eerder een modern gestileerd logo het oude HAL-beeldmerk van de middenopbouw had verdrongen, volgden in de jaren daarna andere aanpassingen die het schip minder vertrouwd maakten: in april 1973 werd het onder de goedkopere vlag van de Nederlandse Antillen gebracht en kreeg het Willemstad als thuishaven achter op het schip geschilderd. Tegelijk veranderde de eigenaar zijn naam in Holland America Cruises en in oktober 1973 werd de grijze romp blauw geschilderd.
Met de opkomst van steeds modernere en grotere cruiseschepen, ook voor de lagere marktsegmenten, en het verdwijnen van oudere tonnage bij andere rederijen, veranderde het onder de bijnaam 'Grand Dame' langzaam tot een icoon van een voorbije tijd. Een bepaalde groep vooral kapitaalkrachtige passagiers vond dit aantrekkelijk en koos juist daarom voor een cruise op de Rotterdam. Het schip bleef daarom een belangrijke inkomstenbron voor de maatschappij.
Ook Holland America Cruises zag in dat niet iedere modernisering een verbetering was en dat teruggrijpen op het Nederlandse verleden onder de vooral Amerikaanse clientèle goed kon uitpakken. Vanaf 1986 noemde de rederij zich weer Holland America Line en introduceerde het een nieuw logo waarin het oude beeldmerk was verwerkt. In 1989 werd de divisie toerisme van de HAL verkocht aan Carnival Cruise Lines in Miami, maar onder eigen naam voortgezet. Ook Carnival maakte graag goede sier met de Nederlandse, degelijke reputatie van de HAL en de bijzondere plaats, die de Rotterdam inmiddels in de cruisewereld had ingenomen. Dat bleek uit de investering die Carnival deed toen het schip in september 1989 een grootscheepse renovatie onderging bij Northwest Marine Ironworks in Portland, Oregon.
Toch moest in de jaren negentig ook de Rotterdam voldoen aan steeds verder opgeschroefde SOLAS-veiligheidseisen, waarvoor nieuwe aanpassingen aan het schip noodzakelijk waren. Uiteindelijk was dit voor de rederij niet meer rendabel. Tot treurnis van een grote schare vaste cruisegangers kondigde de HAL daarom in 1997 aan dat het schip uit de vaart zou worden genomen en dat een vervanger was besteld, die als Rotterdam (VI) in de vaart zou komen. Met een 'gala finale cruise' beëindigde de Rotterdam op 30 september 1997 in Fort Lauderdale zijn laatste cruiseseizoen.

## Premier Cruises
Het schip werd op 3 oktober 1997 in Norfolk overgenomen door de Amerikaanse cruisemaatschappij Premier Cruises, een maatschappij die een markt zag in de exploitatie van oudere, van stoomturbines voorziene, tweedehands schepen. Deze bracht het schip onder de vlag van de Bahama's, thuishaven Nassau, en herdoopte het in Rembrandt, om op die manier de Nederlandse identiteit en vaste klanten te behouden. Het werd in Norfolk en Freeport op de Bahama's aangepast aan de nieuwe veiligheidseisen en maakte vanaf 8 december 1997 zijn eerste cruise vanuit Brazilië.
In mei 1998 werd het vaargebied verlegd naar Europa, waar het programma op 26 oktober 1998 eindigde in Rotterdam, de oude thuishaven, na 27 jaar afwezigheid. Het schip bleef onder veel belangstelling twee nachten over aan de vertrouwde Wilhelminakade, voordat het een klassieke koers inzette: een trans-Atlantische overtocht via Southampton naar New York.
Premier Cruises kwam in 2000 echter onverwacht in financiële problemen en op 14 september werd de Rembrandt tijdens een cruise in Halifax (Nova Scotia) op verzoek van een Amerikaanse investeringsbank aan de ketting gelegd. Nadat de passagiers het schip hadden verlaten werd het op 21 september opgelegd in Freeport.

## Behoud
Inmiddels was in mei 2001 de Stichting Behoud Stoomschip Rotterdam opgericht die zich inzette voor het behoud van het schip als maritiem erfgoed. Het doel van de stichting was het schip weer in Rotterdam af te meren als statische attractie met een nieuwe functie.
Na talloze geruchten en problemen deed de investeringsbank het schip op 1 mei 2003 over aan RDM BV, een vennootschap van bedrijvendokter Joep van den Nieuwenhuyzen, die het schip onderbracht in een afzonderlijke vennootschap: ss Rotterdam BV. Het benodigde bedrag, de schrootwaarde van vijf miljoen euro, werd voorgefinancierd door het Gemeentelijk Havenbedrijf Rotterdam (GHR). Doel was het schip te verbouwen tot drijvend hotel, restaurant, congrescentrum en casino in Rotterdam.
Na drie jaar en negen maanden stilgelegen te hebben, vertrok de Rotterdam op 17 juni 2004 aan de tros van een sleepboot uit Freeport naar Gibraltar, waar het op 12 juli 2004 werd afgemeerd. Hier werden de eerste voorbereidende werkzaamheden voor de renovatie uitgevoerd: het inventariseren van de verschillende asbesttoepassingen. In augustus stonden de oude naam en thuishaven weer op het schip.
Intussen was de ss Rotterdam BV onderdeel geworden van financiële verwikkelingen tussen de diverse BV's van Joep van den Nieuwenhuijzen en het GHR, hetgeen tot het aftreden van directeur Willem Scholten leidde. Korte tijd was het GHR eigenaar van de Rotterdam, totdat op 30 juni 2005 het schip werd verkocht aan een nieuwe eigenaar, Rederij De Rotterdam BV, opgericht door Woningcorporatie Woonbron en investeringsmaatschappij Eurobalance BV, die zich later terugtrok, in samenwerking met Woondrechtconsult (onderdeel van Woonbron), het Albeda College en Hogeschool Inholland. De achtergronden van de nieuwe eigenaars worden weerspiegeld in de nieuwe doelstelling: een congrescentrum, hotel, restaurant en opleidingscentrum, permanent afgemeerd aan een door de gemeente beschikbaar gestelde kade aan het Derde Katendrechtse Hoofd in het Rivierkwartier in de wijk Katendrecht in Rotterdam.
Op 24 en 25 november 2005 werd de Rotterdam van Gibraltar naar Cádiz versleept, waar het in een droogdok werd gezet om geheel opnieuw te worden geschilderd in de originele kleuren. Inmiddels was voor de uiteindelijke verbouwing een scheepswerf in Gdańsk uitgekozen. Opnieuw maakte een sleepboot vast en vertrok het sleeptransport op 10 februari 2006 uit Cádiz. Tijdens de reis passeerde de Rotterdam op 19 februari de Nederlandse kust, een moment dat door een luchtfotograaf werd vastgelegd. Op 27 februari werd het schip afgemeerd aan een pier in Gdańsk.
In Gdańsk ontstonden problemen, veroorzaakt door zakken met asbesthoudende materialen die zich nog aan boord bevonden, wat volgens de Poolse autoriteiten verboden was. Langdurige bureaucratische verwikkelingen, waarbij zich aan boord nestelende beschermde zwaluwen ook nog een rol speelden, hielden de geplande werkzaamheden aan het schip sindsdien tegen. Uiteindelijk besloten de Poolse autoriteiten dat de Rotterdam moest vertrekken. Op 25 augustus 2006 vertrok het schip achter een sleepboot uit de haven van Gdańsk en op 2 september kwam het aan in Wilhelmshaven. Daar werd het asbestafval verwijderd en werd het schip grondig gerenoveerd en gereedgemaakt voor zijn nieuwe functies in Rotterdam.
De rederij heeft telkens succesvol beroep aangetekend tegen de uitwijzing, totdat er bij het Hoge Gerechtshof beroep werd aangetekend door de Poolse staat. Dit werd gewonnen maar tegen de normale gang van zaken in deed de rechter alle voorgaande processtappen over. Daarop ging de rederij in beroep bij het Europees Hof voor de Rechten van de Mens.
Stichting Woonbron had haar aandeel van 80% in 2008 moeten verkopen, maar dat is niet gelukt. Op 6 januari 2009 stelde minister Eberhard van der Laan voor Wonen en Wijken Hans Zwarts aan om toezicht te houden op de verkoop. Woonbron had tot 1 maart 2009 de tijd om het schip te verkopen. Als dit niet zou lukken, diende Zwarts zelf een voorstel uit te werken. Na verdere overschrijding van de geplande investering trad na politieke druk de gehele Raad van Commissarissen van Woonbron af. De planning om het schip te openen in juli 2009 bleek bij lange na niet haalbaar en het duurde tot begin 2010 voordat het schip open kon voor het publiek. Woonbron moest een verlies van meer dan € 120 miljoen nemen. Onno van den Brink werd benoemd als bestuurder met als taak minimaal 80% van de aandelen te verkopen. Toen besloten werd het schip niet direct te verkopen, maar eerst de resultaten af te wachten, is hij per 1 juli 2010 weer vertrokken. De voorzitter van de Raad van Bestuur, Martien Kromwijk, vertrok per 1 januari 2011. Willem Smit, de directeur van de exploitatiemaatschappij, stapte op vanwege onenigheid met de Raad van Commissarissen over het te voeren beleid. De verantwoordelijke bestuurder vanuit Woonbron in de rederij, Johan Over de Vest, die de verbouwing met de vele budgetoverschrijdingen deed, bleef zitten tot 1 juli 2013.
Het was eind 2010 de vraag of Woonbron gezien de financiële perikelen het schip in Rotterdam zou laten liggen als er een beter bod kwam om het schip naar elders te verslepen. Uit het jaarverslag 2010 bleek vervolgens, dat er weer een verlies moest worden genomen, ditmaal van € 38 miljoen. Opnieuw werd opgemerkt dat het schip niet per se in Rotterdam blijft na verkoop, omdat de prijs, dus de koper, dat bepaalt.
Op 2 november 2012 werd bekendgemaakt dat Woonbron het schip aan WestCord Hotels heeft verkocht voor € 29,9 miljoen. De hotelketen heeft in Nederland al 14 hotels, waaronder het Rotterdamse Hotel New York. Hiermee blijft het schip behouden voor Rotterdam.
Naar aanleiding van een reeks incidenten van mismanagement en fraude bij woningcorporaties, waarvan met name Stichting Woonbron met de Rotterdam en de Maastrichtse woningcorporatie Servatius met haar Calatrava-campus veel persaandacht kregen, deed de Tweede Kamer in 2013-2014 een Parlementaire enquête naar de Woningcorporaties.

## Ligplaats

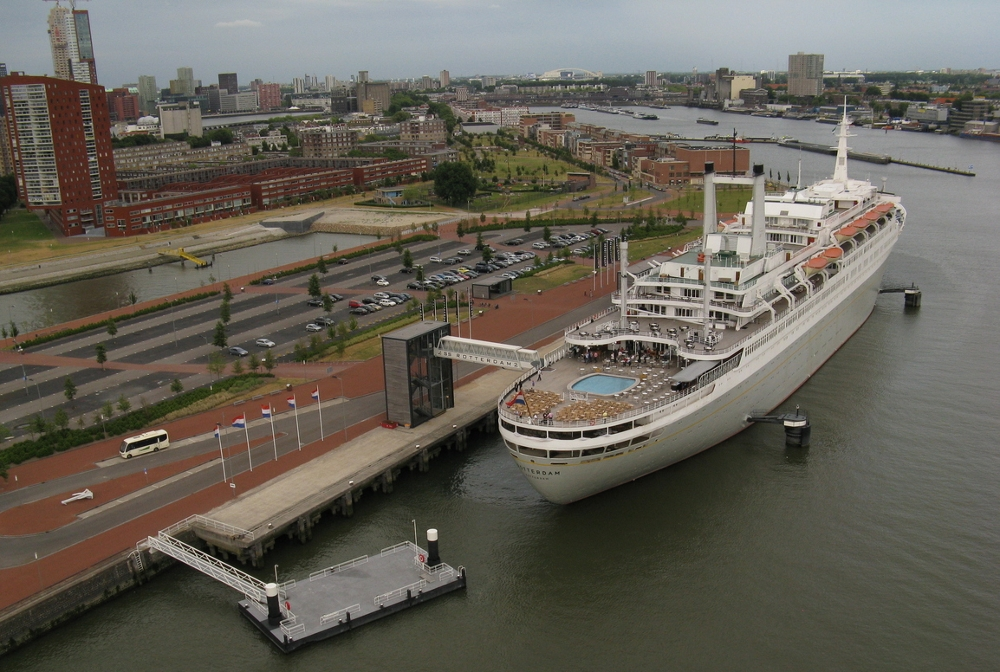
Ligplaats Katendrecht

Op 2 augustus 2008 vertrok de Rotterdam uit Wilhelmshaven achter twee sleepboten naar zijn huidige ligplaats, het Derde Katendrechtse Hoofd. Daar werd het schip op 4 augustus onder grote belangstelling binnengesleept en afgemeerd. Na verdere renovaties en aanpassingen is het schip op 15 februari 2010 opengegaan voor het publiek. Vanaf februari 2007 was aan de Brede Hilledijk 99 een informatiecentrum geopend, waar men terechtkon voor een fototentoonstelling en informatie over toekomstige en geplande evenementen.
Het is niet duidelijk voor hoe lang de Rotterdam op deze plaats zal blijven afgemeerd. Volgens het bestemmingsplan Katendrecht-Zuid is niet de bedoeling dat De Rotterdam hier permanent blijft liggen. Na een ligtijd van circa 15 jaar kan het zijn dat het schip daar zal vertrekken. In dat geval wordt het Rivierkwartier ontwikkeld tot woongebied.
Van 11 februari tot en met 9 april 2006 was er in het Nederlands Fotomuseum (NFM) in Rotterdam een tentoonstelling over de Rotterdam. Hierin waren foto's te zien van de HAL-fotografen Daniël van de Ven en Harry Mosch en van particulieren. Bij de tentoonstelling verscheen een catalogus.

## Naamgeving
De officiële naam, waarmee het schip ook in het scheepsregister is ingeschreven, is Rotterdam. Alle voor- of achtervoegsels die daarbij worden gebruikt behoren niet tot de naam. De namen van de verschillende eigenaren en stichtingen, die zich in de afgelopen jaren voor de Rotterdam hebben ingezet maken dit principe er, met name voor de media, niet makkelijker op. Vaak wordt SS Rotterdam of De Rotterdam geschreven. Wanneer echter de scheepsnaam in de tekst van een publicatie via typografische technieken geaccentueerd wordt, bijvoorbeeld door middel van cursief of aanhalingstekens, dient dit alleen met Rotterdam te gebeuren.
De gebruikte voor- of achtervoegsels kunnen diverse zaken rond het schip tot uitdrukking brengen. Een schip dat wordt voortgestuwd door stoomturbines kreeg in de jaren vijftig en zestig vaak het voorvoegsel "tss" of "ts", turbinestoomschip, dat tegenwoordig vaak, volgens sommigen minder juist, wordt verkort tot "ss", stoomschip. In enkele, vooral op een technisch publiek gerichte publicaties wordt in het voorvoegsel ook wel het aantal schroeven tot uitdrukking gebracht: "dss", dubbelschroefstoomschip.
Het gebruik van het lidwoord "de" is een gevolg van het spraakgebruik, thans terugkerend in de naam van de huidige eigenaar, niet in die van het schip zelf. Achtervoegsels in de vorm van getallen, meestal in Romeinse en soms in Arabische cijfers en vaak tussen haken geplaatst, geven aan het hoeveelste schip met die naam het is voor een bepaalde rederij. De Rotterdam (V) was het vijfde schip met die naam voor de HAL.
Voor het zoeken naar scheepstechnische informatie over een schip is het IMO-nummer overigens veel belangrijker dan de naam. Onder dat bij het schip horende nummer blijft het schip bekend tot het zinkt of wordt gesloopt, onder welke naam of vlag het ook vaart. Het IMO-nummer van de Rotterdam (V) is 5301019.

## Tenders
De tenders 16, 17 en 18 van de Rotterdam varen tegenwoordig, onder eigen vlag, als watertaxi/rondvaartboot door de Rotterdamse havens.

## Afbeeldingen

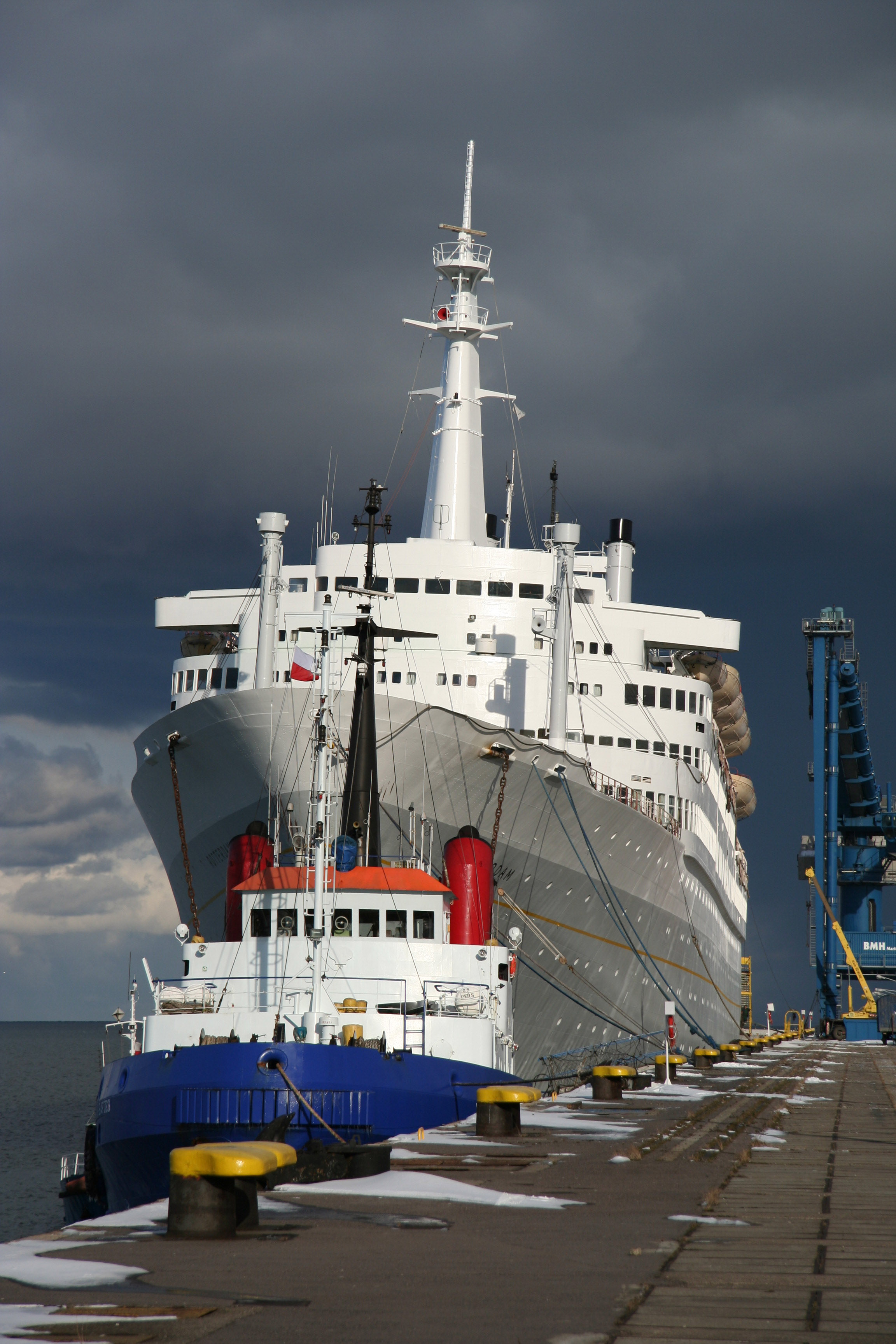
De Rotterdam na aankomst in Gdańsk. Op de voorgrond de sleepboot VB Artico. 27 februari 2006
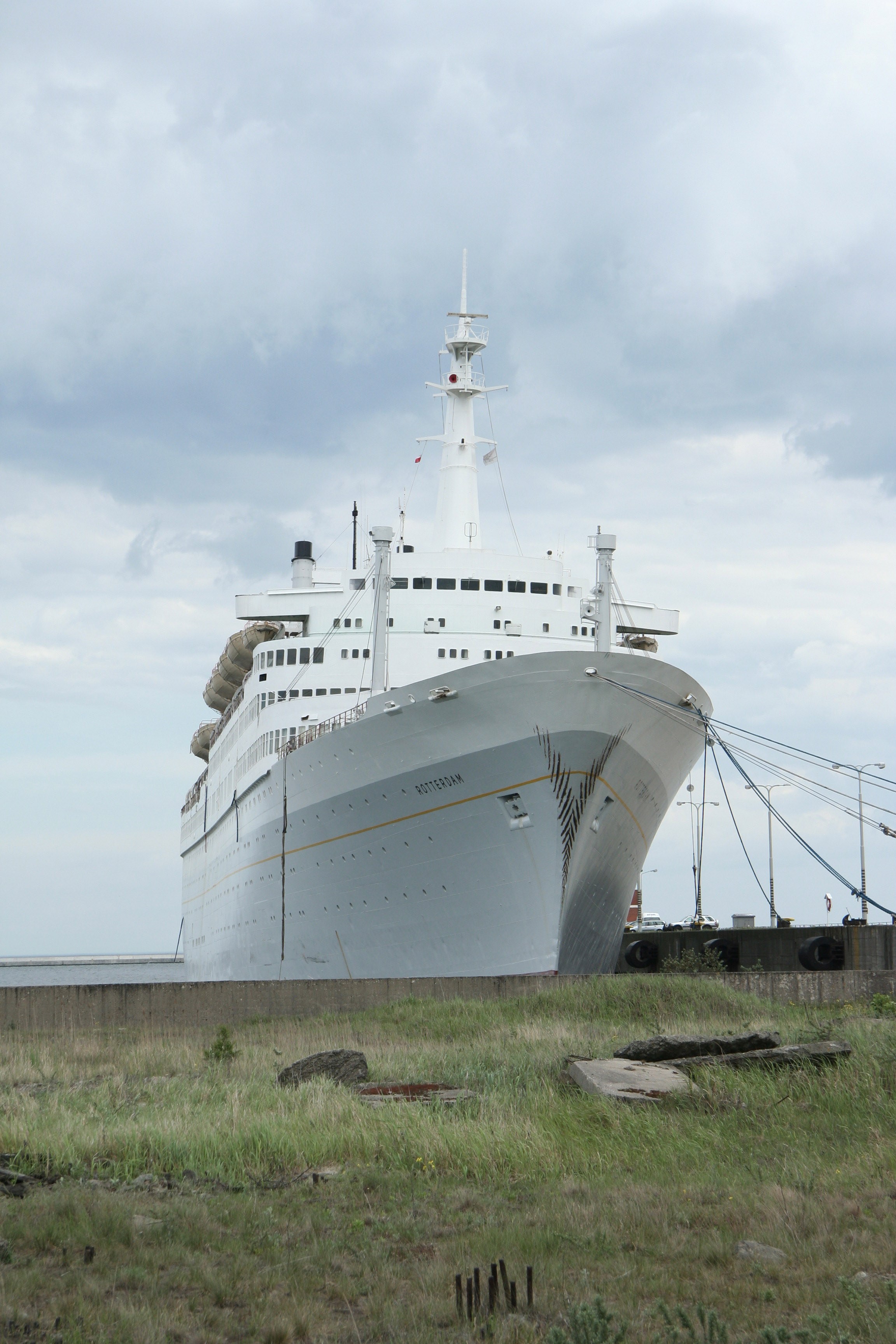
Afgemeerd in Gdańsk 23 mei 2006
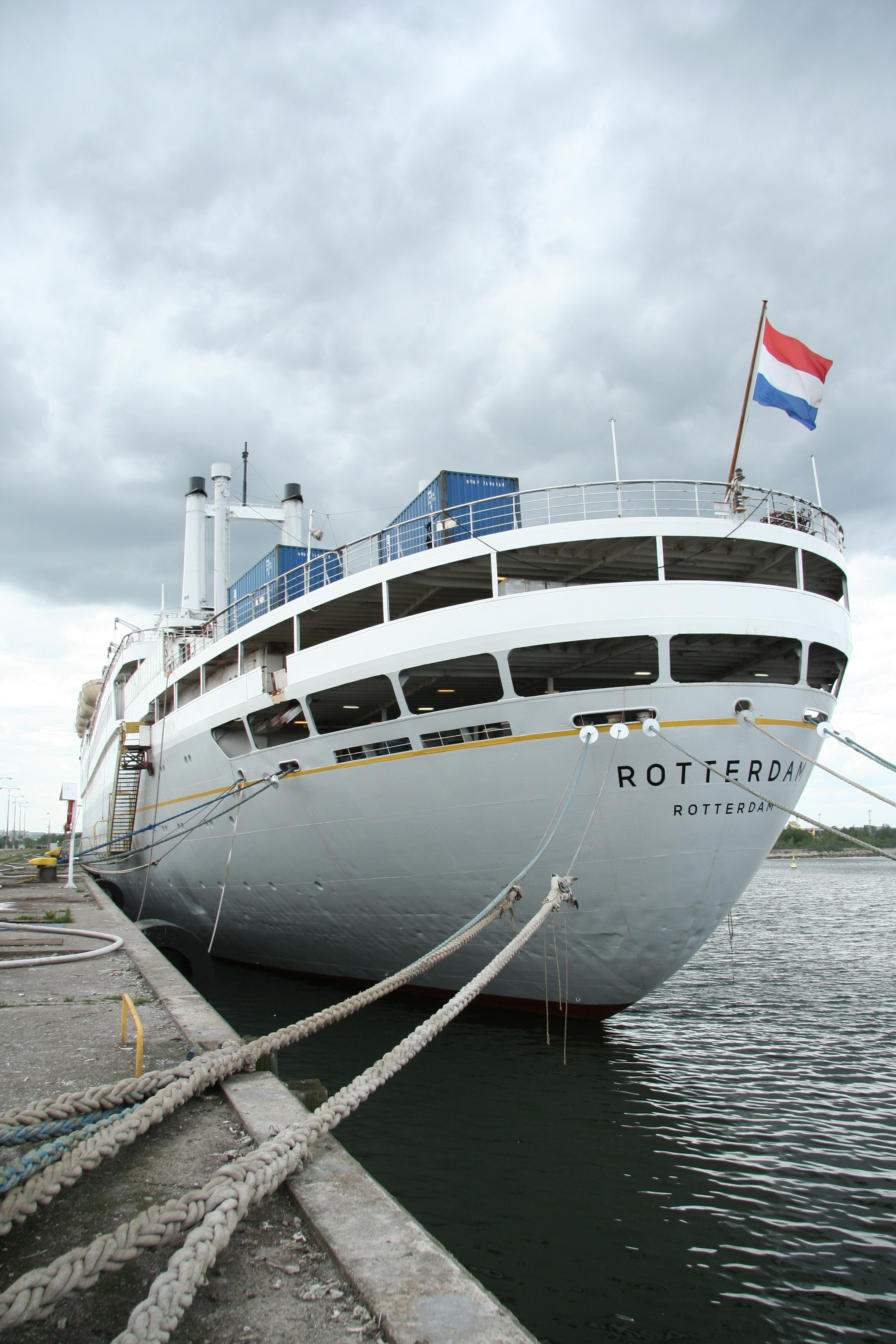
Met thuishaven Rotterdam liggend in Gdańsk 23 mei 2006
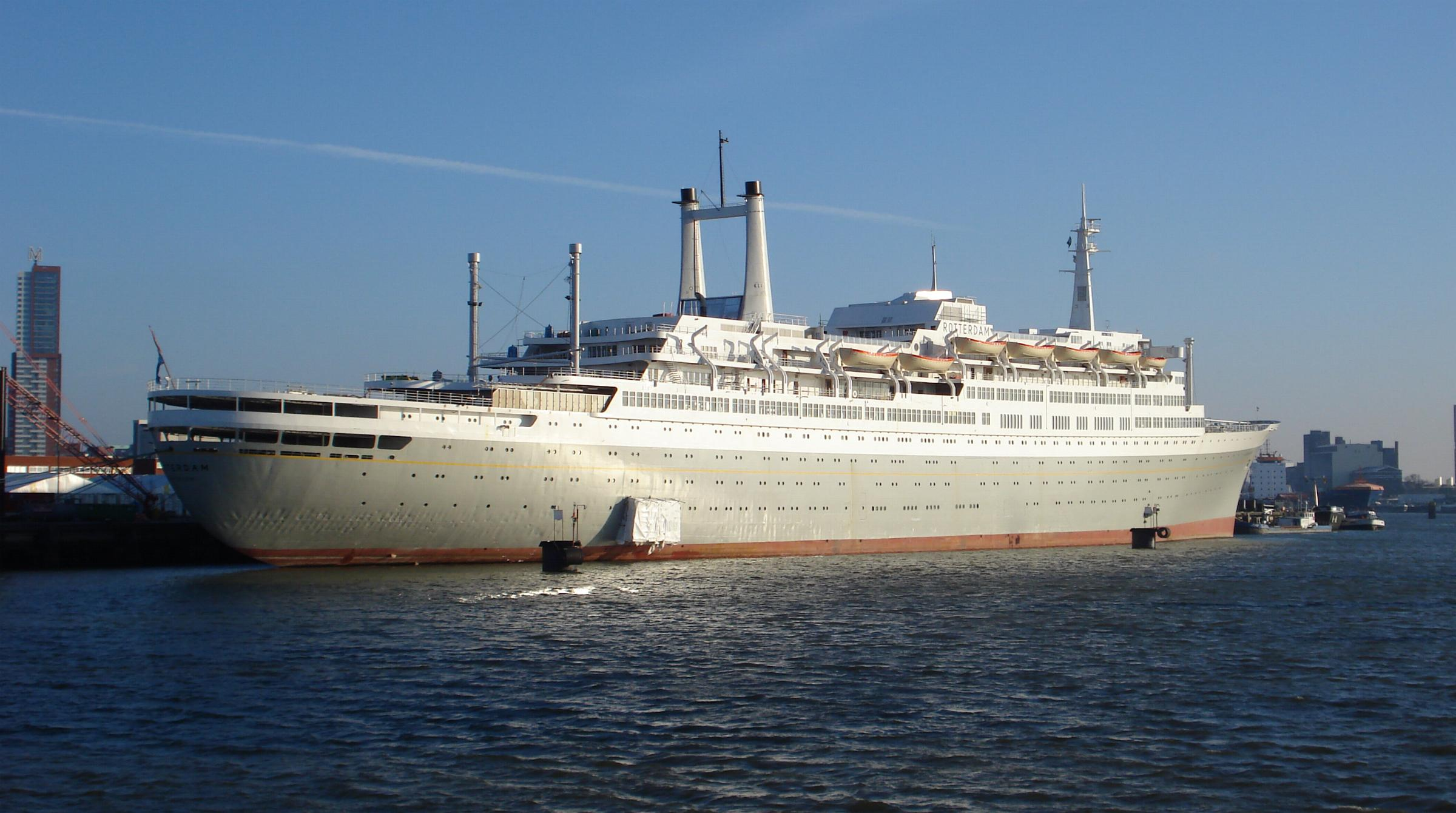
Rotterdam, Derde Katendrechtse Hoofd december 2008
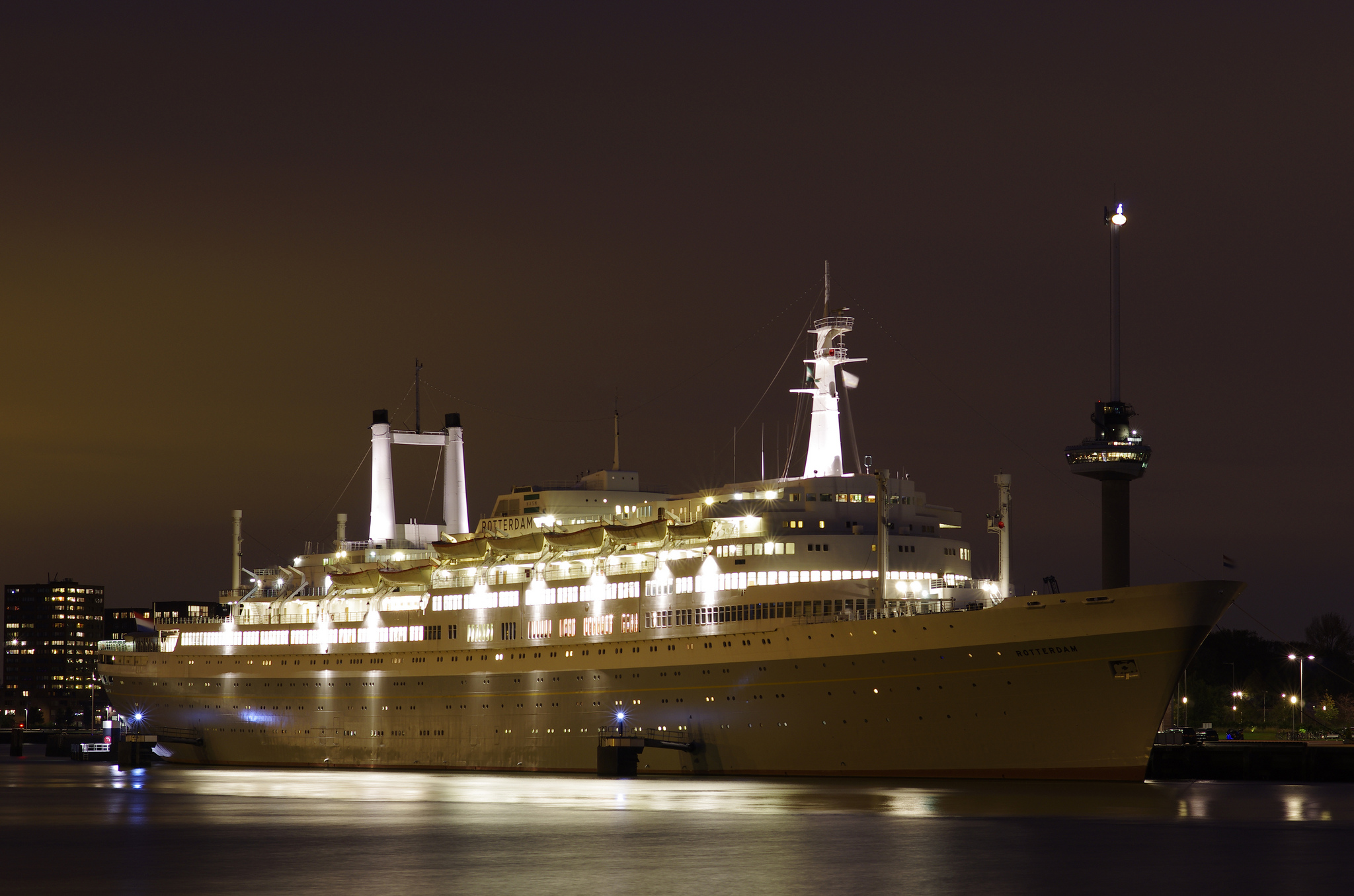
Rotterdam, Derde Katendrechtse Hoofd 28 oktober 2012
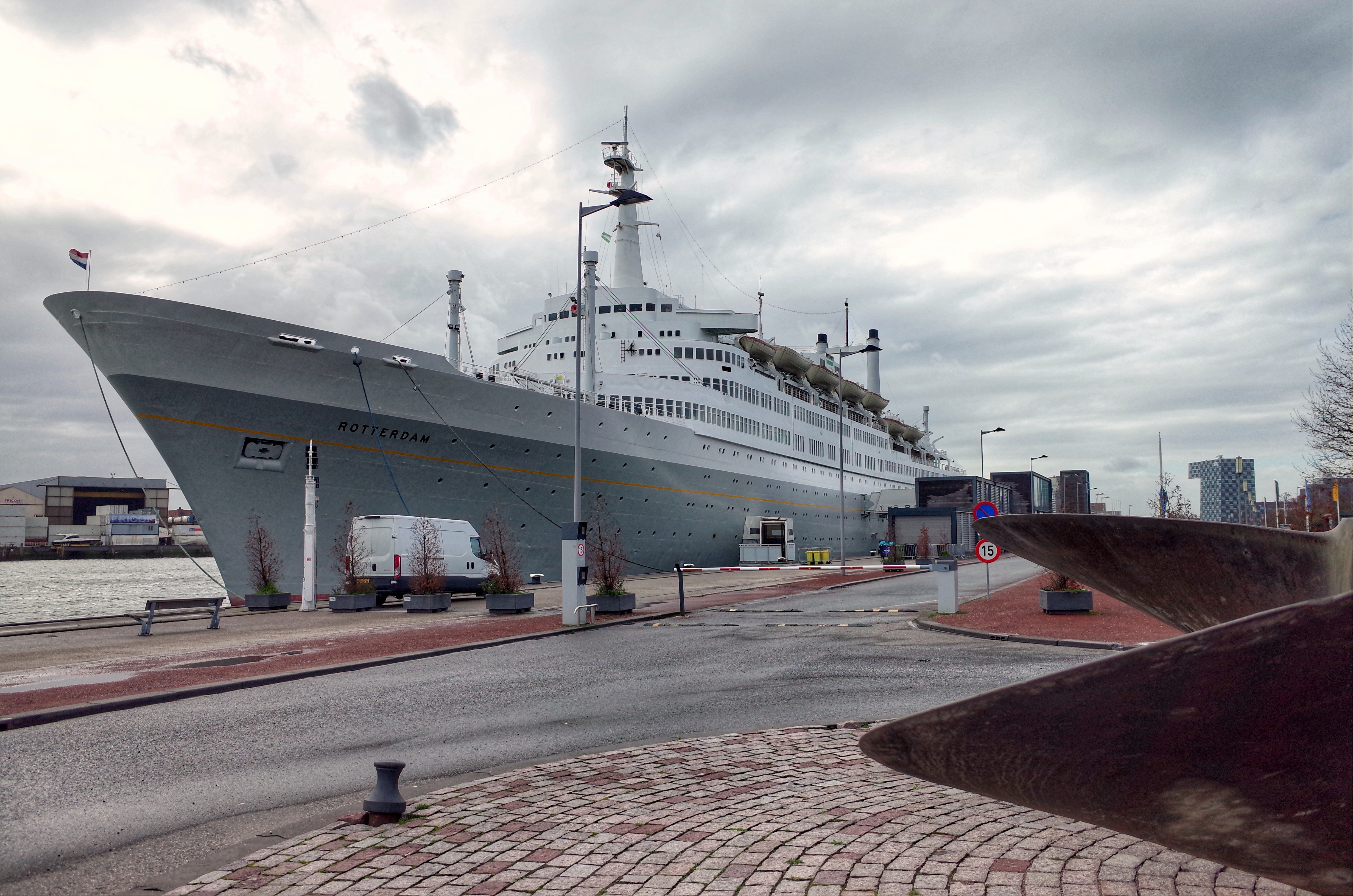
In Rotterdam 13 maart 2019

## Trivia
- De Rotterdam is te zien in de film K3 Love Cruise uit 2017, de eerste K3-film met Hanne Verbruggen, Klaasje Meijer en Marthe De Pillecyn als K3. Deze film is opgenomen op het schip.
- De gehele film Bobby en de geestenjagers speelt zich af op de Rotterdam
- Ook de film Boeien uit 2022 speelt zich af op de Rotterdam.

## Externe links

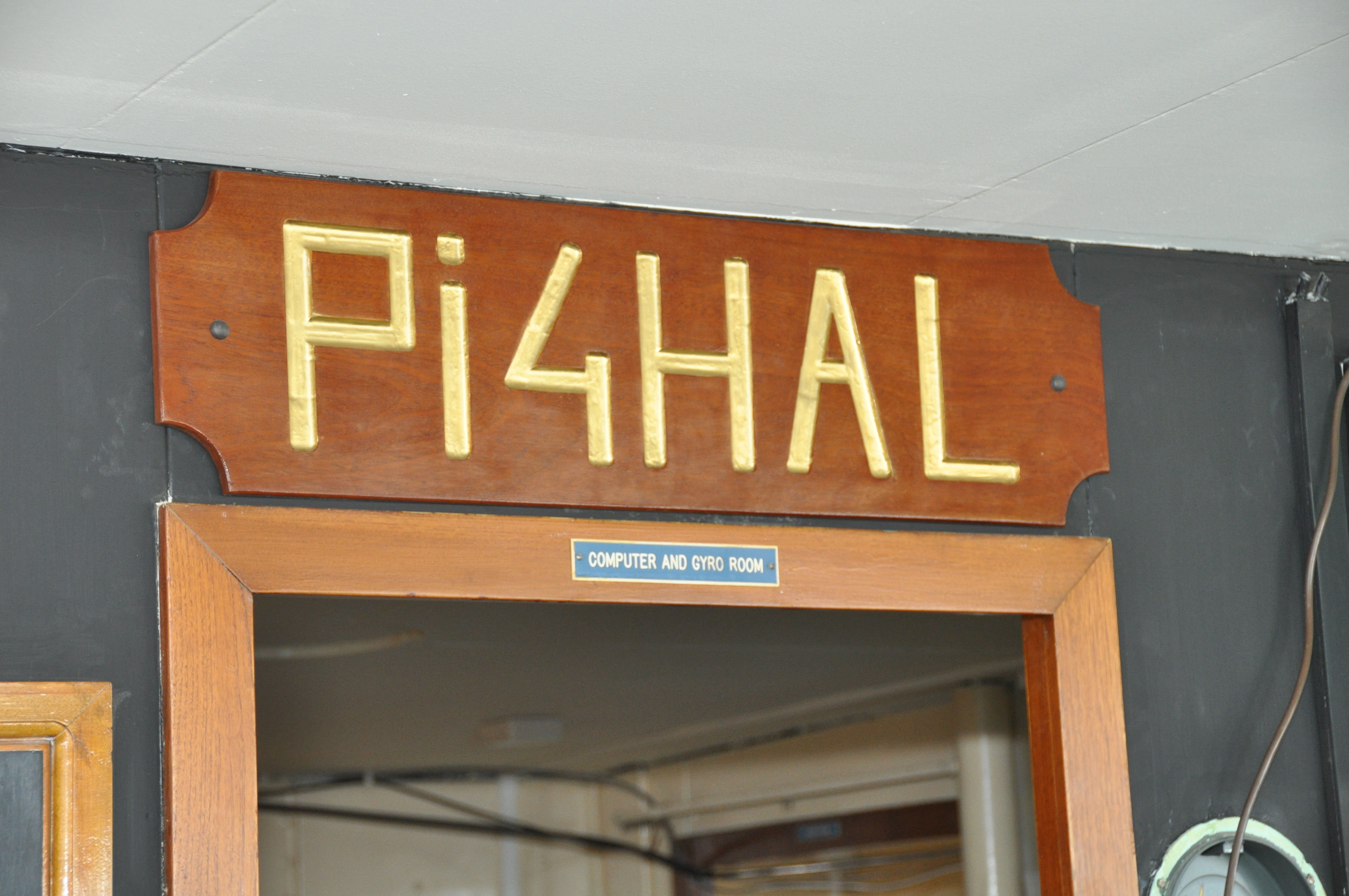